# Курди (Лебединський район)
Ку́рди — колишнє село в Україні, Сумській області, Лебединському районі.
Було підпорядковане Кам'янській сільській раді. Станом на 1984 рік у селі проживало 10 людей.
Село Курди знаходилося за 2 км від правого берега річки Псел. По селу протікає пересихаючий струмок, на якому збудовано загату. На відстані 1 км від Курдів знаходяться села Боброве, Кам'яне та Чернишки.
Зняте з обліку рішенням Сумської обласної ради 18 січня 1988 року.